# وزارة الخارجية (الولايات المتحدة)
وزارة الخارجية الأمريكية (بالإنجليزية: United States Department of State، واختصاراً: DOS)
يشار إليها عمومًا باسم وزارة الخارجية، هي إدارة تنفيذية فيدرالية مسؤولة عن تنفيذ السياسة الخارجية الأمريكية والعلاقات الدولية. تأسست عام 1789 كأول دائرة تنفيذية في البلاد، وتشمل واجباتها:
- تقديم المشورة لرئيس الولايات المتحدة
- وإدارة البعثات الدبلوماسية للدولة
- والتفاوض على المعاهدات والاتفاقيات مع الكيانات الأجنبية
- وتمثيل الولايات المتحدة في الأمم المتحدة

يرأس الوزارة وزير الخارجية الأمريكي يعتبر عضو في مجلس الوزراء يتم ترشيحه من قبل رئيس الولايات المتحدة ويصادق عليه مجلس الشيوخ الأمريكي. يشغل وزير الخارجية منصب كبير الدبلوماسيين والممثلين للأمة في الخارج، وهو أول مسؤول حكومي في ترتيب الأسبقية وفي تسلسل الخلافة الرئاسي، وزير الخارجية الحالي هو ماركو روبيو الذي عينه الرئيس دونالد ترامب وأكده مجلس الشيوخ الأمريكي في 20 يناير 2025 بتصويت 99-0.
يقع المقر الرئيسي لوزارة الخارجية في مبنى هاري إس ترومان، على بعد بضع بنايات من البيت الأبيض، في حي فوجي بوتوم في واشنطن العاصمة؛ وبالتالي، يتم استخدام "Foggy Bottom" أحيانًا كاسم رمزي.
اعتبارًا من عام 2024، تحتفظ وزارة الخارجية بـ 271 منصبًا دبلوماسيًا في جميع أنحاء العالم، وهي في المرتبة الثانية بعد وزارة خارجية جمهورية الصين الشعبية. كما تدير الخدمة الخارجية الأمريكية، وتوفر التدريب الدبلوماسي للمسؤولين والعسكريين الأمريكيين، وتمارس ولاية قضائية جزئية على الهجرة، وتقدم خدمات مختلفة للأمريكيين، مثل إصدار جوازات السفر والتأشيرات، ونشر نصائح السفر إلى الخارج، وتعزيز العلاقات التجارية في الخارج. تدير الوزارة أقدم وكالة استخبارات مدنية أمريكية، مكتب الاستخبارات والبحوث (INR)، وتحافظ على ذراع إنفاذ القانون، وهي خدمة الأمن الدبلوماسي (DSS).

## المهمة
تتمثل مهمة وزارة الخارجية في العمل على تقدم الحرية والرقي بها لما فيه خير ومصلحة الشعب الأميركي والمجتمع الدولي، وذلك عن طريق المساعدة في بناء ومساندة عالم أكثر ديمقراطية وازدهاراً وأمناً يتكون من دول يستتب فيها الحكم الرشيد وتستجيب لمطالب أبناء شعوبها وتحد من الفقر الواسع الانتشار وتتصرف بمسؤولية في إطار النظام الدولي.

## الهيكل التنظيمي

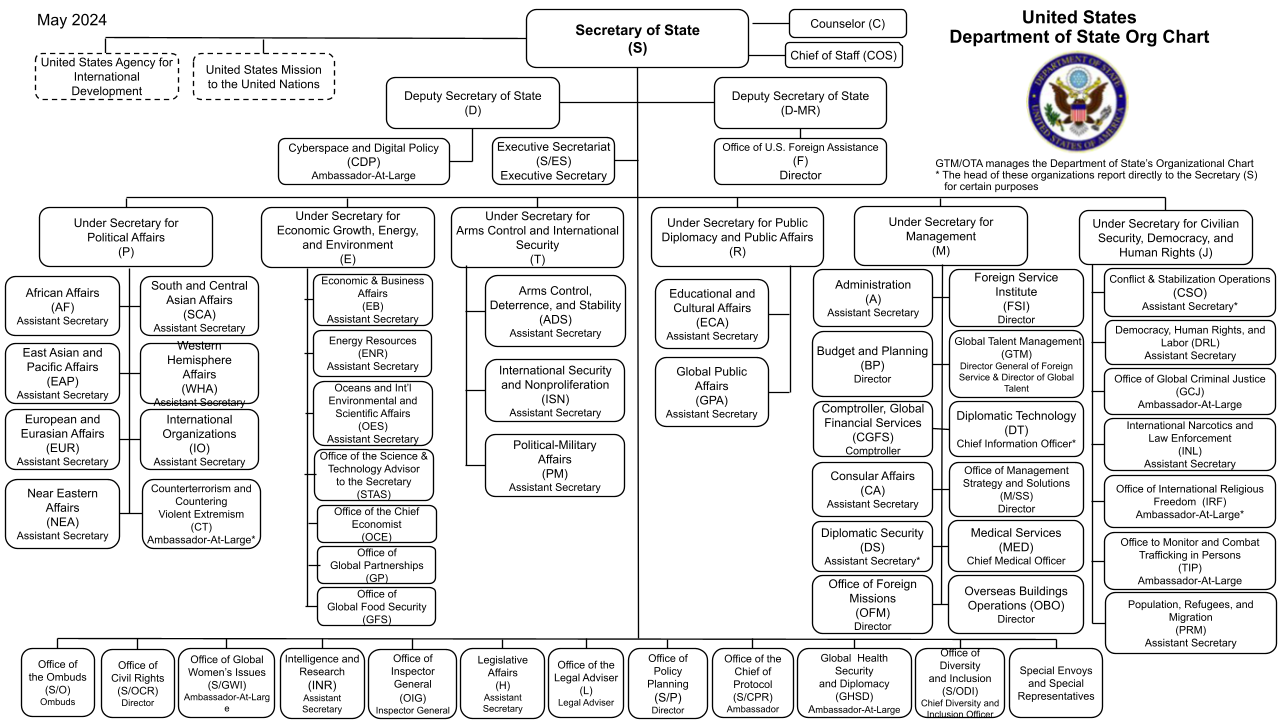
الهيكل التنظيمي لوزارة الخارجية الأمريكية، مايو 2024

### وزير الدولة وهيكل القيادة
أعلى مسؤول في الوزارة هو وزير الخارجية الأمريكي، الوزير هو الرئيس التنفيذي لوزارة الخارجية وعضو مجلس الوزراء الذي يتبع مباشرة ويقدم المشورة لرئيس الولايات المتحدة. ينظم الوزير ويشرف على الوزارة بأكملها وموظفيها.
يتبع الوزير مباشرة نائب الوزير ونائب الوزير للإدارة والموارد، وهما ثاني وثالث أعلى المسؤولين رتبة في الوزارة. وتحت رتبة نائبي الوزير يوجد ستة وكلاء وزارة، يشرف كل منهم على العديد من المكاتب والمكاتب المكلفة بمجالات محددة من السياسة والإدارة. ويدير كل مكتب أو مكتب بدوره مسؤول كبير. والمسؤول الكبير في معظم المكاتب هو مساعد وزير الخارجية الأمريكي، مع وجود بعض كبار المسؤولين يحملون ألقابًا أخرى مثل المدير أو السفير المتجول. والمستوى الأخير من القيادة العليا تحت مساعد الوزير هو نائب مساعد الوزير، والذي يوجد منه عدة عشرات. يُعتبر الموظفون الذين تقل رتبتهم عن نائب مساعد الوزير بشكل عام "مستوى عمل".
يتم ترشيح المسؤولين من الوزير حتى الوزراء المساعدين من قبل الرئيس ويتم تأكيد تعيينهم من قبل مجلس الشيوخ.

### طاقم العمل
في عهد إدارة أوباما، أشار موقع وزارة الخارجية على الإنترنت إلى أن عدد موظفي وزارة الخارجية البالغ 75,547 موظفًا يشمل 13,855 موظفًا في الخدمة الخارجية؛ و49,734 موظفًا محليًا، تتمثل واجباتهم في المقام الأول في الخدمة في الخارج؛ و10,171 موظفًا في الخدمة المدنية المحلية في الغالب.
| الهيكل التنظيمي لوزارة الخارجية الأمريكية (2024)                | الهيكل التنظيمي لوزارة الخارجية الأمريكية (2024)                                                     |
| --------------------------------------------------------------- | --- |
| وزير الخارجية                                                   | رئيس موظفي وزير الخارجية                                                                             |
| وزير الخارجية                                                   | بعثة الولايات المتحدة لدى الأمم المتحدة                                                              |
| وزير الخارجية                                                   | الوكالة الأمريكية للتنمية الدولية                                                                    |
| وزير الخارجية                                                   | مكتب الاستخبارات والبحوث                                                                             |
| وزير الخارجية                                                   | مكتب الشؤون التشريعية                                                                                |
| وزير الخارجية                                                   | مكتب الأمن الصحي العالمي والدبلوماسية                                                                |
| وزير الخارجية                                                   | مكتب قضايا المرأة العالمية                                                                           |
| وزير الخارجية                                                   | المستشار القانوني لوزارة الخارجية الأمريكية                                                          |
| وزير الخارجية                                                   | هيئة تخطيط السياسات                                                                                  |
| وزير الخارجية                                                   | مستشار وزارة الخارجية الأمريكية                                                                      |
| وزير الخارجية                                                   | السكرتير التنفيذي                                                                                    |
| وزير الخارجية                                                   | مكتب الحقوق المدنية                                                                                  |
| وزير الخارجية                                                   | مكتب أمين المظالم                                                                                    |
| وزير الخارجية                                                   | مكتب رئيس بروتوكول الولايات المتحدة                                                                  |
| وزير الخارجية                                                   | المبعوثون والممثلون الخاصون                                                                          |
| نائب وزير الخارجية                                              | مكتب الفضاء الإلكتروني والسياسة الرقمية                                                              |
| نائب وزير الخارجية                                              | مكتب السفير المتجول للشؤون القطبية الشمالية                                                          |
| [[نائب وزير الدولة للإدارة والموارد]]                           | مكتب المساعدات الخارجية الأمريكية                                                                    |
| [[نائب وزير الدولة للإدارة والموارد]]                           | مكتب استغلال الشركات الصغيرة والمحرومة                                                               |
| وكيل وزارة الدولة للشؤون السياسية                               | مكتب الشؤون الأفريقية (AF)                                                                           |
| وكيل وزارة الدولة للشؤون السياسية                               | مكتب مكافحة الإرهاب والتطرف العنيف                                                                   |
| وكيل وزارة الدولة للشؤون السياسية                               | مكتب شؤون شرق آسيا والمحيط الهادئ                                                                    |
| وكيل وزارة الدولة للشؤون السياسية                               | مكتب الشؤون الأوروبية والأوراسية                                                                     |
| وكيل وزارة الدولة للشؤون السياسية                               | مكتب شؤون المنظمات الدولية                                                                           |
| وكيل وزارة الدولة للشؤون السياسية                               | مكتب شؤون الشرق الأدنى                                                                               |
| وكيل وزارة الدولة للشؤون السياسية                               | مكتب شؤون جنوب ووسط آسيا                                                                             |
| وكيل وزارة الدولة للشؤون السياسية                               | مكتب شؤون نصف الكرة الغربي                                                                           |
| وكيل وزارة الدولة للشؤون الإدارية                               | مكتب الإدارة                                                                                         |
| وكيل وزارة الدولة للشؤون الإدارية                               | مكتب الميزانية والتخطيط                                                                              |
| وكيل وزارة الدولة للشؤون الإدارية                               | مكتب الشؤون القنصلية * مكتب قضايا الأطفال                                                            |
| وكيل وزارة الدولة للشؤون الإدارية                               | مكتب الأمن الدبلوماسي *خدمة الأمن الدبلوماسي (DSS)                                                   |
| وكيل وزارة الدولة للشؤون الإدارية                               | مكتب البعثات الأجنبية                                                                                |
| وكيل وزارة الدولة للشؤون الإدارية                               | مكتب إدارة المواهب العالمية                                                                          |
| وكيل وزارة الدولة للشؤون الإدارية                               | الخدمة الخارجية للولايات المتحدة                                                                     |
| وكيل وزارة الدولة للشؤون الإدارية                               | مكتب التكنولوجيا الدبلوماسية                                                                         |
| وكيل وزارة الدولة للشؤون الإدارية                               | مكتب الخدمات الطبية                                                                                  |
| وكيل وزارة الدولة للشؤون الإدارية                               | مكتب عمليات المباني الخارجية                                                                         |
| وكيل وزارة الدولة للشؤون الإدارية                               | مدير غرف الاستقبال الدبلوماسية                                                                       |
| وكيل وزارة الدولة للشؤون الإدارية                               | معهد الخدمة الخارجية                                                                                 |
| وكيل وزارة الدولة للشؤون الإدارية                               | مكتب إدارة الاستراتيجية والحلول                                                                      |
| وكيل وزارة الدولة للنمو الاقتصادي والطاقة والبيئة               | مكتب الشؤون الاقتصادية والتجارية                                                                     |
| وكيل وزارة الدولة للنمو الاقتصادي والطاقة والبيئة               | مكتب موارد الطاقة                                                                                    |
| وكيل وزارة الدولة للنمو الاقتصادي والطاقة والبيئة               | مكتب المحيطات والشؤون البيئية والعلمية الدولية                                                       |
| وكيل وزارة الدولة للنمو الاقتصادي والطاقة والبيئة               | مكتب الأمن الغذائي العالمي                                                                           |
| وكيل وزارة الدولة للنمو الاقتصادي والطاقة والبيئة               | مكتب الشراكات العالمية                                                                               |
| وكيل وزارة الدولة للنمو الاقتصادي والطاقة والبيئة               | مكتب مستشار العلوم والتكنولوجيا                                                                      |
| وكيل وزارة الدولة للنمو الاقتصادي والطاقة والبيئة               | مكتب كبير الاقتصاديين                                                                                |
| وكيل وزارة الخارجية للدبلوماسية العامة والشؤون العامة           | مكتب الشؤون التعليمية والثقافية * برنامج الوصول إلى الإنترنت والتدريب                                |
| وكيل وزارة الخارجية للدبلوماسية العامة والشؤون العامة           | مكتب الشؤون العامة * المتحدث باسم وزارة الخارجية الأمريكية * مكتب المؤرخ *مركز الدبلوماسية الأمريكية |
| وكيل وزارة الخارجية للدبلوماسية العامة والشؤون العامة           | مكتب برامج المعلومات الدولية                                                                         |
| وكيل وزارة الخارجية للدبلوماسية العامة والشؤون العامة           | مكتب السياسات والتخطيط والموارد للدبلوماسية العامة والشؤون العامة                                    |
| وكيل وزارة الخارجية لشؤون ضبط الأسلحة والأمن الدولي             | مكتب الأمن الدولي ومنع الانتشار                                                                      |
| وكيل وزارة الخارجية لشؤون ضبط الأسلحة والأمن الدولي             | مكتب الشؤون السياسية والعسكرية                                                                       |
| وكيل وزارة الخارجية لشؤون ضبط الأسلحة والأمن الدولي             | مكتب مراقبة الأسلحة والتحقق والامتثال                                                                |
| وكيل وزارة الدولة لشؤون الأمن المدني والديمقراطية وحقوق الإنسان | مكتب عمليات الصراع والاستقرار                                                                        |
| وكيل وزارة الدولة لشؤون الأمن المدني والديمقراطية وحقوق الإنسان | *مكتب منسق إعادة الإعمار والاستقرار                                                                  |
| وكيل وزارة الدولة لشؤون الأمن المدني والديمقراطية وحقوق الإنسان | مكتب الديمقراطية وحقوق الإنسان والعمل                                                                |
| وكيل وزارة الدولة لشؤون الأمن المدني والديمقراطية وحقوق الإنسان | مكتب الشؤون الدولية لمكافحة المخدرات وإنفاذ القانون                                                  |
| وكيل وزارة الدولة لشؤون الأمن المدني والديمقراطية وحقوق الإنسان | مكتب السكان واللاجئين والهجرة                                                                        |
| وكيل وزارة الدولة لشؤون الأمن المدني والديمقراطية وحقوق الإنسان | مكتب العدالة الجنائية العالمية                                                                       |
| وكيل وزارة الدولة لشؤون الأمن المدني والديمقراطية وحقوق الإنسان | مكتب الحريات الدينية الدولية                                                                         |
| وكيل وزارة الدولة لشؤون الأمن المدني والديمقراطية وحقوق الإنسان | مكتب مراقبة ومكافحة الاتجار بالأشخاص                                                                 |

### وكالات أخرى
منذ إعادة التنظيم في عام 1996، أصبح مدير الوكالة الأمريكية للتنمية الدولية (USAID)، إلى جانب قيادته لوكالة مستقلة، يقدم تقاريره أيضاً إلى وزير الخارجية، كما يفعل السفير الأميركي لدى الأمم المتحدة.

## الواجبات
تتولى وزارة الخارجية مسؤولية كل نشاط وجميع الأنشطة المتصلة بالشؤون الخارجية. ويعتبر من يشغل منصب وزير الخارجية المستشار الرئيسي للرئيس لشؤون السياسة الخارجية. وتمثل الوزارة المصالح الأميركية في المجتمع الدولي، وتسيّر برامج المساعدات الخارجية، وتكافح الجريمة الدولية، وتوفر برامج تدريب عسكري للدول الأجنبية، وتقدم الخدمات للرعايا الأميركيين الموجودين في الخارج.

## نبذه تاريخية
تعتبر وزارة الخارجية، التي تم تأسيسها بناء على قانون أصدره الكونغرس في العام 1789، المؤسسة الرئيسية المعنية بتسيير الدبلوماسية الأميركية. وقد أصبح ستة من الأشخاص الذين تبوؤوا منصب وزير الخارجية رؤساء للولايات المتحدة، وهم: توماس جيفرسون، وجيمس ماديسون، وجيمس مونرو، وجون كوينسي آدامز، ومارتن فان بيورين، وجيمس بيوكانن.

## دورها في الشؤون الدولية
تمثل وزارة الخارجية المصالح الأميركية في الخارج من خلال 260 سفارة وقنصلية وبعثة أخرى موجودة في 188 بلدا.